# Mapalagama Wipulasara Maha Thera
Mapalagama Wipulasara Maha Thera (singhalesisch මාපලගම විපුලසාර හිමි, geb. 3. März 1925; gest. 28. Oktober 2000) war ein buddhistischer Mönch der Theravada-Schule in Sri Lanka. Er war bekannt als Künstler und Bildhauer und hat zahlreiche Buddha-Statuen in Sri Lanka und im Ausland gestaltet. 1961 und 1963 hatte er sogar Ausstellungen in Sowjet-Russland und in China.

Wappen von Sri Lanka.

## Sri Lankas Wappen
Mapalagama Wipulasara Maha Thera entwarf 1972 auf Anweisung von Nissanka Wijeyeratne, der damals der Vorsitzende des National Emblem and Flag Design Committee war, das Wappen Sri Lankas. die Kunsthandwerkliche Arbeit wurde durch S.M Seneviratne ausgeführt.

## Paarama Dhamma Chethiya Pirivena
Als Maha Thera war Mapalagama Wipulasara der Oberste Mönch der Parama Dhamma Chethiya Pirivena in Ratmalana. Dies ist ein internationales buddhistisches Institut, wo Novizen und Mönche aus Sri Lanka und anderen Ländern Buddhismus-Studien betreiben und Sinhala, Pali, Sanskrit und Englisch lernen.

## Ehrungen
Mapalagama Wipulasara Maha Thera hat viele Ehrungen erhalten und Titel verschiedener Länder verliehen bekommen für seine Verdienste um die buddhistische Gemeinschaft (Sangha). 1984 erhielt er den Kalasoori Merit Award von Sri Lanka.